# Ayana Elizabeth Johnson
Ayana Elizabeth Johnson es una bióloga marina y conservacionista estadounidense. Es la fundadora y directora de Ocean Collectiv y profesora adjunta en la Universidad de Nueva York.

## Biografía
Johnson fue miembro de la Asociación Americana de Mujeres Universitarias 2010-11. Estudió Ciencias ambientales y políticas públicas en la Universidad de Harvard. Obtuvo su doctorado con Fish, fishing, diving and the management of coral reefs en la Scripps Institution of Oceanography de La Jolla, California, en 2011. Después de su doctorado, Johnson se unió a la Agencia de Protección Ambiental de los Estados Unidos y a la Administración Nacional Oceánica y Atmosférica, antes de comenzar a trabajar con la Waitt Foundation para financiar proyectos de conservación del océano; proporcionó mapas, comunicaciones, apoyo de políticas y asistencia científica a la isla Barbuda y comenzó a regular y proteger sus aguas costeras.

## Trayectoria profesional
En 2013 se convirtió en directora ejecutiva del Waitt Foundation, antes de fundar el proyecto Blue Halo. Con esta iniciativa trabajó con el Centro para la Biodiversidad y Conservación Marina para salvar los arrecifes de coral del Caribe.
Johnson está decidida a "disipar la idea de que la ciencia es 'algo que sucede en un laboratorio lejano sin importancia'". Fue seleccionada como residente inaugural de TED en la primavera de 2016. En 2017, Johnson pronunció una charla TED en la ciudad de Nueva York, How to use the ocean without using it up. En 2017, fue oradora principal en la conferencia Earth Optimism de la Smithsonian Institution. Fue la asesora científica del World Ocean Festival. Ha trabajado con la Fundación Nacional del Santuario Marino de los Estados Unidos. En 2018, participó en la serie de YouTube "Exploring By The Seat Of Your Pants".
Es profesora adjunta en el Departamento de Estudios Ambientales de la Universidad de Nueva York. Sus intereses de investigación se centran en la conservación del océano, la pesca sostenible, la zonificación del océano y la justicia social. Johnson ha escrito para revistas y periódicos especializados como The New York Times, Nature, Scientific American, Los Angeles Times y The Atlantic. Desde 2013, ha contribuido a los blogs de National Geographic Society y HuffPost.
Fundó y dirige Ocean Collectiv, una consultora creada para promover la sostenibilidad del océano, basada en la justicia social. La revista americana Outside Online la describe como "most influential biologist of our time".